# Rainer Ginsthofer
Rainer Ginsthofer (* 8. April 1977) ist ein österreichischer Fußballspieler auf der Position eines Verteidigers, der früher mit dem SV Stockerau in der österreichischen zweiten Liga spielte.  

## Karriere
Im Alter von 20 Jahren wechselte Ginsthofer zum SV Stockerau in die Erste Liga, wo er gleich bei seinen ersten Matches überzeugen konnte. Während der Saison 1998/99 war Ginsthofer beinahe in jedem Spiel von Stockerau beteiligt. Trotz der anhaltenden Einsätze wechselte Ginsthofer im Sommer 1999 zum Landesligisten SV Langenrohr. Dort wurde er regelmäßig eingesetzt, und so kam er nach etwas mehr als zehn Jahren auf über 250 Einsätze für Langenrohr. Während der Winterpause 2009/10 ging Ginsthofer eine Ebene tiefer zum SV Absdorf. Im Sommer zog er weiter nach Tulln. Nach drei Jahren in der Bezirkshauptstadt wechselte er für ein Jahr jeweils zum SV Absdorf und SC Muckendorf, wo er im Frühjahr 2019 sein letztes Fußballspiel bestritt. 

## Privates
Rainer Ginsthofer ist mit Rudolf Ginsthofer verwandt. 